# Eighth Wonder (AAA專輯)
《Eighth Wonder》（第八個奇蹟）是AAA的第8張原創專輯。於2013年9月18日發行。唱片公司為avex trax。

## 概要
- 與上一張精選專輯「Ballad Collection」相距約6個月。與上一張原創專輯「777 ～TRIPLE SEVEN～」相距約1年。
- 收錄第34張單曲「彩虹」至第38張單曲「戀歌與雨天」的6首A面曲，以及B面曲「good day」、「ALIVE」、「Eighth Wonder」和新曲等，共16首曲目，並以雙CD發行。
- 本作的標題「Eighth Wonder」取自全國巡迴演唱會「AAA TOUR 2013 EIGHTH WONDER」的標題，並以「邁入出道8周年的AAA打開全新的門扉」為概念。
- 本作分「初回限定盤（Jacket A 2CDs+DVD+Goods）」、「初回限定盤（Jacket B 2CDs+DVD）」、「Jacket C 2CDs盤」和「PLAYBUTTON」4種版本
- 「初回限定盤」收錄了「Miss you」、「PARTY IT UP」、「Love Is In The Air」等5首歌曲的PV和製作花絮（Making）。
- 在9月30日於公信榜專輯週排行榜取得第1位，成為AAA出道以來第2張公信榜每周銷量排名第一的專輯，亦是AAA出道以來首張第1位的原創專輯。
- 此專輯於9月17日、18日、19日、20日於日本ORICON公信榜專輯日間排行榜取得第1位。

## 收錄內容

### CD（初回限定盤・CD盤）
Disc 1
1. Eighth Wonder（Album Version）
（作詞：Kenn Kato / Rap詞：Mitsuhiro Hidaka / 作曲：Daisuke Suzuki）
37th單曲・全國巡迴演唱會「AAA TOUR 2013 EIGHTH WONDER」的主題曲
「Love Is In The Air」的B面曲
2. PARTY IT UP
（作詞：MUSOH / Rap詞：Mitsuhiro Hidaka / 作曲：GWEN, Stephen McNair）
36th單曲・伊藤洋華堂「Cool Biz 2013」的電視廣告歌曲
3. I KNOW YOU KNOW
（作詞：BOUNCEBACK, Hayato Kimura, DJ Another / Rap詞：Mitsuhiro Hidaka / 作曲：DJ Another）
4. ALIVE
（作詞：Chie Sawaguchi, Mitsuhiro Hidaka / 作曲：GWEN, Stephen McNair）
36th單曲
「PARTY IT UP」的B面曲
5. Love Is In The Air
（作詞︰MUSOH / Rap詞：Mitsuhiro Hidaka / 作曲：★STAR GUiTAR, MUSOH）
37th單曲・伊藤洋華堂、「Cool Style」的電視廣告歌曲
6. 戀歌與雨天（with Intro）（恋音と雨空）

38th單曲・H.I.S.中部秋天競選活動的廣告歌曲、伊藤洋華堂「あったかほっこりシリーズ」的電視廣告歌曲
7. Miss you
（作詞：MUSOH / Rap詞：Mitsuhiro Hidaka / 作曲：SiZK from ★STAR GUiTAR、MUSOH）
35th單曲・H.I.S.「蜜月編」的電視廣告歌曲
8. 綻放笑容的場所（ほほえみの咲く場所）
（作詞：Yusuke Toriumi / Rap詞：Mitsuhiro Hidaka / 作曲：小室哲哉 / 編曲：Tohru Watanabe）
35th單曲・伊藤洋華堂「Kent in Tradition」的電視廣告歌曲
9. good day
（作詞：leonn Rap詞：Mitsuhiro Hidaka 作曲：Kazuhito Kikuchi 編曲：ats-）
34th單曲・伊藤洋華堂「goodday秋冬2012」的電視廣告歌曲
「虹」的B面曲
10. 彩虹（虹）
（作詞・作曲：GReeeeN　編曲：Takehito Shimizu, ats-）
34th單曲・KONAMI「職業棒球Dream Nine」商業搭配歌曲

Disc 2
1. Memory Lane
（作詞：Kenji Kabashima / 作曲：Kenji Kabashima, kosekibeatz）
浦田直也和與真司郎主唱
2. TRAP
（作詞：カミカオル / Rap詞：Mitsuhiro Hidaka / 作曲：BOUNCEBACK）
宇野實彩子和伊藤千晃主唱
3. Believe
（作詞︰Miss-art, Mitsuhiro Hidaka / 作曲：SiZK, Miss-art）
日高光啓和末吉秀太主唱
4. drama
（作詞：Mitsuhiro Hidaka / 作曲：SiZK・MUSOH）
西島隆弘和宇野實彩子主唱
5. Eighth Wonder（Wonder Land Remix）

Bonus Track
6. 戀音與雨空（Acoustic Version）

Bonus Track

### DVD
1. 虹 （Music Clip）
2. Miss you （Music Clip）
3. PARTY IT UP （Music Clip）
4. Love Is In The Air （Music Clip）
5. 戀歌與雨天 （Music Clip）
6. Miss you （Music Clip Making）
7. PARTY IT UP （Music Clip Making）
8. Love Is In The Air （Music Clip Making）
9. 戀歌與雨天 （Music Clip Making）
10. Miss you （Off Shot）
11. PARTY IT UP （Off Shot）
12. Love Is In The Air（Off Shot）
13. PARTY IT UP （Silhouette Version）